# Liste des accidents ferroviaires en France au XXe siècle
La liste des accidents ferroviaires en France au XXe siècle est constituée de plusieurs pages :
- Liste des accidents ferroviaires en France dans les années 1900 (page d'accueil)
  - 1900
  - 1901
  - 1902
  - 1903
  - 1904
  - 1905
  - 1906
  - 1907
  - 1908
  - 1909
- Liste des accidents ferroviaires en France dans les années 1910 (page d'accueil)
  - 1910
  - 1911
  - 1912
  - 1913
  - 1914
  - 1915
  - 1916
  - 1917
  - 1918
  - 1919
- Liste des accidents ferroviaires en France dans les années 1920 (page d'accueil)
  - 1920
  - 1921
  - 1922
  - 1923
  - 1924
  - 1925
  - 1926
  - 1927
  - 1928
  - 1929
- Liste des accidents ferroviaires en France dans les années 1930 (page d'accueil)
  - 1930
  - 1931
  - 1932
  - 1933
  - 1934
  - 1935
  - 1936
  - 1937
  - 1938
  - 1939
- Liste des accidents ferroviaires en France dans les années 1940
- Liste des accidents ferroviaires en France dans les années 1950
- Liste des accidents ferroviaires en France dans les années 1960
- Liste des accidents ferroviaires en France dans les années 1970
- Liste des accidents ferroviaires en France dans les années 1980
- Liste des accidents ferroviaires en France dans les années 1990
- Liste des accidents ferroviaires en France en 2000

Compte tenu de leur nombre, notamment au cours de la première moitié du siècle, elle s'efforce surtout de mentionner ceux ayant entraîné la perte de vies humaines.